# Тартак (Житомирская область)
Тартак (укр. Тартак) — село на Украине, основано в 1856 году, находится в Барановском районе Житомирской области.
Код КОАТУУ — 1820655703. Население по переписи 2001 года составляет 187 человек. Почтовый индекс — 12720. Телефонный код — 4144. Занимает площадь 10,59 км².

## Адрес местного совета
12720, Житомирская область, Барановский р-н, пгт. Каменный Брод, ул.Ленина, 22